# Drayton Valley
Drayton Valley is een plaats (town) in de Canadese provincie Alberta en telt 6893 inwoners (2006).